# Solvering
Solvering innebär inom matematiken att hitta en lösning till en ekvation eller system av ekvationer. Solvering kan också innebära att fastställa sidor och vinklar i en geometrisk figur genom att tillämpa trigonometriska samband.

## Solvering av triangel
Generellt sett gäller att om man vet tre oberoende detaljer om en triangel, kan man härleda övriga. Dessa detaljer är oftast sidor och vinklar, men kan även vara area, höjd, bisektrislängd eller andra bestämda mått. Vanligast är dock att man känner tre sidor eller vinklar.

### En sida och två vinklar
Beräkna den tredje vinkel utifrån att vinkelsumman i triangeln är 180°. Använd sedan sinussatsen, för de återstående sidorna.

### Två sidor och mellanliggande vinkel
Använd cosinussatsen för att beräkna den sista sidan, och sinus-satsen för de övriga. Observera att vinkeln motstående den längsta sidan kan vara antingen spetsig eller trubbig, men det lösningen i detta fall är unik.
Det är också möjligt att använda sinus-satsen för att få fram en andra vinkeln. Använd följande formel:
{\displaystyle \tan(\beta )={{b\sin(\alpha )} \over {c-{b\cos(\alpha )}}}} , där {\displaystyle \beta } är vinkeln motstående sidan b.

### Två sidor och en vinkel som inte är mellanliggande
Observera att det ofta finns två likvärdiga lösningar till problemet. Den löses lättast med att använda sinus-satsen.

### Tre sidor
Använd cosinus-satsen för räkna ut den största vinkeln, som är motstående den längsta sidan. Använd cosinus-satsen för den andra vinkeln.